# إطلاق النار في مدرسة روب الابتدائية
بتاريخ 24 مايو، 2022، أطلق سلفادور راموس البالغ من العمر 18 عامًا، النار على تسعة عشر طالبًا ومعلمين اثنين وجرح سبعة عشر طالبًا آخرين في مدرسة روب الابتدائية في يوفالدي، تكساس، الولايات المتحدة الأمريكية. في وقت سابق من ذلك اليوم، أطلق النار على جدته في جبينها في المنزل، ما أدى إلى إصابتها بجروح خطيرة. أطلق النار خارج المدرسة لمدة خمس دقائق تقريبًا، قبل دخوله حاملًا بندقية من طراز إيه آر-15 من خلال باب مدخل جانبي مفتوح دون مواجهة أي مقاومة مسلحة. بعد ذلك، حبس نفسه داخل أحد الفصول، وقتل تسعة عشر طالبًا ومعلمين وبقي هناك لنحو ساعة قبل أن يطلق النار عليه أحد عناصر الوحدة التكتيكية لدوريات حرس الحدود الأمريكي (بورتاك). كان هذا ثالث أخطر إطلاق نار في مدرسة أمريكية بعد إطلاق النار في جامعة فيرجينيا عام 2007 وإطلاق النار في مدرسة ساندي هوك الابتدائية في عام 2012، وهو الأكثر دموية في تكساس.
انتُقد مسؤولو تطبيق القانون بسبب ردود أفعالهم على إطلاق النار، ويراجع قسم تكساس رينجر ووزارة العدل في الولايات المتحدة سلوكهم في تحقيقات منفصلة. بعد الإشادة بالمستجيبين الأوائل لإطلاق النار في البداية، دعا حاكم ولاية تكساس غريغ أبوت إلى إجراء تحقيق حول تقاعس قادة الحادث عن اتخاذ الإجراءات. انتظر ضباط الشرطة مرور 78 دقيقة في الموقع قبل اقتحام الفصل المدرسي للاشتباك مع راموس. طوقت الشرطة أيضًا ساحة المدرسة، مما أدى إلى اشتباكات عنيفة بين الشرطة والمدنيين الذين كانوا يحاولون الدخول إلى المدرسة لإنقاذ الأطفال. بعد ذلك، قدم المسؤولون الحكوميون والمحليون تقارير غير دقيقة عن الخط الزمني لتحركات وأعمال الشرطة المبالغ فيها. أقرت إدارة السلامة العامة في تكساس أنه كان من الخطأ أن تؤخر سلطات تنفيذ القانون الهجوم على موقع راموس في الفصل المدرسي المليء بالطلاب، وعزت ذلك إلى تقييم رئيس شرطة مقاطعة أوفالدي التعليمية المستقلة للموقف على أنه «هدف محصن» بدلًا من «مطلق نار طليق».
أعقب إطلاق النار، الذي حدث بعد عشرة أيام فقط من إطلاق نار في متجر بمدينة بوفالو 2022، نقاشات أوسع حول ثقافة الأسلحة والعنف الأمريكيين، والجمود السياسي وفشل تطبيق القانون في وقف الهجوم. دعا البعض إلى تجديد الحظر الفيدرالي على الأسلحة الهجومية. انتقد البعض الآخر السياسيين على دورهم الملحوظ في الاستمرار بجعل إطلاق النار الجماعي ممكنًا. رد الجمهوريون على ذلك بمنع تطبيق إجراءات مراقبة الأسلحة، ودعوا بدلًا من ذلك إلى زيادة الإجراءات الأمنية في المدارس كتسليح المعلمين. أعربوا أيضًا عن مخاوفهم من تسييس الهجوم. أعرب بعض أعضاء مجلس الشيوخ، ومن ضمنهم زعيم الأقليات ميتش ماكونيل، عن انفتاحه على اتفاق بين الحزبين بشأن إصلاح الأسلحة مثل تحفيز الولايات على سن قوانين العلم الأحمر وتوسيع فحوصات التحقق من خلفية مشتري الأسلحة.

## خلفية
أوفالدي هي مدينة ذات أغلبية لاتينية في جنوب تكساس، ويبلغ عدد سكانها حوالي 16,000 نسمة، على بعد حوالي 60 ميلا (100 كيلومتر) من الحدود بين الولايات المتحدة والمكسيك، وحوالي 85 ميلا (135 كيلومتر) من سان أنطونيو. 90% من مدرسة روب الابتدائية من أصل إسباني، وحوالي 81% من الطلاب يأتون من خلفيات محرومة اقتصاديا. تخدم المدرسة حوالي 600 طالب في الصفوف من الثاني إلى الرابع في أوفالدي، وهي مدينة لا يتحدث نصفها تقريبًا الإنجليزية.

### التجهيزات الأمنية في المدرسة
أنفقت مدينة يوفالدي نحو 40% من ميزانيتها المحلية على قسم الشرطة في سنة 2019-2020 المالية، وكان لدى منطقة يوفالدي التعليمية المستقلة (يوسيسد)، المنطقة التعليمية التي تدير مدرسة روب الابتدائية، العديد من الإجراءات الأمنية المطبقة في وقت إطلاق النار. تمتلك المنطقة قسم شرطة يتألف من ستة ضباط مسؤولين عن الأمن في المدارس الثمانية التابعة للمنطقة. كما زادت أيضًا نفقاتها على الإجراءات الأمنية في السنوات الأربعة السابقة لإطلاق النار لأكثر من الضعف، ووسعت في عام 2021 من قوة شرطتها من أربعة ضباط إلى ستة ضباط. منحت ولاية تكساس هذه المنطقة التعليمية 69،141 دولار أمريكي لتحسين الإجراءات الأمنية كجزء من تخصيص 100 مليون دولار على مستوى الولاية بعد حادثة إطلاق النار في مدرسة سانتا في الثانوية، والتي ذبح فيها عشرة أشخاص. تمتلك المنطقة أيضًا طاقم أمني يقوم بدوريات على مداخل الأبواب ومواقف السيارات في مباني الحرم الثانوية. بيدرو أريدوندو هو رئيس شرطة المنطقة التعليمية منذ عام 2020. 
كانت المدرسة والمنطقة التعليمية قد طبقت إجراءات أمنية مكثفة. استخدمت المدرسة خدمة الحارس الاجتماعي، وهي خدمة برمجية تراقب حسابات التواصل الاجتماعي للطلاب والأشخاص المنتمين إلى يوفالدي لمعرفة التهديدات التي يتلقاها الطلاب والطاقم. أشارت الخطة الأمنية المكتوبة للمنطقة التعليمية إلى استخدام «نظام رابتور لإدارة الزائر» في المدارس لمسح هويات الزائرين ومقارنتها بقوائم المراقبة، إلى جانب استخدام أجهزة الراديو مزدوجة المسار، وتسييج الاسوار حول الحرم الجامعي، وفرق تقييم التهديدات المدرسية وسياسة إغلاق أبواب الفصول المدرسية.
أجرت المنطقة التعليمية تدريبات أمنية مشتركة في أغسطس عام 2020 بالتعاون مع قسم شرطة يوفالدي، وإدارة شرطة مقاطعة يوفالدي ووكالات محلية أخرى لتطبيق القانون. استضافت المنطقة أيضًا عملية تدريبية لسيناريو مطلق نار طليق في مارس عام 2022، وغطت فيه مجموعة من المواضيع كالاستجابات الفردية على مطلقي النار الطليقين، والإسعافات الأولية والإخلاء، وسيناريوهات تم تمثيلها من خلال لعب الأدوار. غطى التدريب أيضًا القدرة على مقارنة وضع مطلق نار طليق مع وضع هدف محصن أو أزمة رهائن عندما يعزل شخص مسلح نفسه مع قدرة محدودة أو معدومة على إيذاء الآخرين. نصت المواد التدريبية في مارس عام 2022 على أن: «الوقت هو العدو الأول خلال الاستجابة لوضع مطلق نار طليق.. وأكبر أمل للضحايا الأبرياء هو أن الضباط سيتدخلون مباشرة لعزل التهديد أو تشتيته أو تحييد، حتى إن كان ذلك يعني ضابط واحد يتصرف بمفرده». توضح المواد أيضًا أن «المستجيب الأول الذي لا يرغب في تفضيل حياة الأبرياء على سلامته الخاصة يجب أن يبحث لنفسه عن مجال عمل آخر».

## الأحداث

### إطلاق النار
بتاريخ 24 مايو، 2022، تجادل سالفادور رونالدو راموس وجدته البالغة من العمر 66 عامًا بسبب فاتورة هاتف في منزلهم في يوفالدي، وخلال هذا الجدال أطلق سالفادور النار على جدته في جبهتها قبل أن يستقل شاحنتها الصغيرة من طراز فورد. نجت وطلبت المساعدة من جيرانها وتم استدعاء ضباط الشرطة إلى هناك. تم نقلها حينئذ إلى مستشفى سان أنطونيو وهي في حالة حرجة. أرسل باستخدام حسابه الفيسبوك ثلاث رسائل خاصة إلى فتاة ألمانية تبلغ من العمر 15 عامًا كان قد تعرف عليها عبر شبكة الإنترنت قبل إطلاق النار: يقول في الأولى أنه سيطلق النار على جدته؛ والثانية تقول إنه أطلق النار على جدته، والثالثة بعد 15 دقيقة قبل إطلاق النار ليقول بأنه سيطلق النار في مدرسة ابتدائية. قال متحدث باسم شركة ميتا، الشركة الأم لفيسبوك، إن المنشورات كانت رسائل نصية فردية خاصة تم اكتشافها بعد وقوع حادثة إطلاق النار.
حطم راموس شاحنة جدته في خندق باطون خرساني خارج مدرسة روب الابتدائية في الساعة 11:28 صباحًا بتوقيت وسط أمريكا. وفقًا للشرطة، كان يرتدي سترة واقية لحمل الذخيرة – التي لم تشمل حماية بالستية أو ألواح مدرعة، أو حقيبة ظهر وجميع الألبسة السوداء في حين كان يحمل بندقية من طراز إيه آر-15 وسبع مخازن كل منها يحوي 30 طلقة. أحضر إلى المدرسة بندقية واحدة فقط من البندقيتين التي اشتراهما بشكل قانوني، وترك الأخرى في الشاحنة المحطمة. قال أحد الشهود إنه أطلق النار في البداية على شخصين في جنازة لمنزل قريب، وهرب كلاهما بدون إصابة. أفادت الشرطة تلقيها اتصالات إسعافية على الرقم 911 حول شاحنة تحطمت بالقرب من المدرسة. توجه ضابط موارد المدرسة بعد سماع الاتصال إلى حرم المدرسة وطارد معلمًا اعتقدوا خطًا أنه الرجل المسلح، متجاوزًا المسلح الفعلي في هذه العملية.
دخل راموس المدرسة عن طريق باب المدخل المتجه للغرب، الذي أغلقه معلم كان قد رآه. لم يُقفل الباب رغم أنه مصمم كي يقفل عند الإغلاق. قدر قائد شرطة المنطقة التعليمية المستقلة في أوفالدي أن إطلاق النار بدأ في الساعة 11:32؛ ووفقًا لمنشور نشرته المدرسة على فيسبوك، فقد تم إغلاق المدرسة في تمام الساعة 11:43 ردًا على سماع إطلاق رصاص في المنطقة المجاورة.
بعد دخول المبنى، سار راموس في ممرين قصيرين ومن ثم دخل فصلًا مدرسيًا متصلًا داخليًا مع فصل مدرسي آخر. قال أحد الناجين من إطلاق النار إنه عندما حاولت المعلمة إيرما غارسيا إقفال باب الفصل، أطلق راموس النار على نافذة الباب، ثم أرجع غارسيا إلى داخل الفصل وقال «تصبحون على خير» بينما أطلق النار عليها وقتلها. روى ناجٍ آخر بأن راموس قال «ستموتون جميعًا» بعد دخوله إلى الفصل. فتح بعدها النار على باقي الطلاب ومعلم آخر في الغرفة. بحسب أحد الطلاب الناجين، عزف راموس «موسيقى حزينة» قبل أن يبدأ بإطلاق النار. كان جميع المصابين، بمن فيهم الطلاب والمعلمين، موجودين في فصل الصف الرابع حيث أقفل الباب.
وقعت معظم عملية إطلاق الرصاص داخل المبنى وخلال الدقائق القليلة الأولى؛ بقي راموس في المبنى بين 40 إلى 60 دقيقة بينما بقيت الشرطة المسلحة خارج الفصل والمبنى. لعب العديد من الطلاب دور الموت عندما حدث إطلاق النار، بمن فيهم الطالبة ميا سيريلو البالغة من العمر 11 عامًا، والتي لطخت نفسها بدماء أحد زملائها القتلى لإضفاء المصداقية على الخدعة. وفقًا لطالب اختبأ في الفصل المجاور، فإن راموس دخل وانحنى قليلًا قائلًا «حان وقت الموت»، قبل أن يفتح النار. بعد ذلك، صرخ أحد الضباط قائلًا: «اصرخ إذا كنت بحاجة المساعدة!»، وصرخت فتاة في الفصل المجاور قائلةً «ساعدوني». سمع راموس الفتاة، ودخل الفصل المدرسي وأطلق النار عليها. قالت الطالبة إن الضابط بعد ذلك اقتحم الفصل وأطلق راموس النار على الضابط، مما تسبب في رد المزيد من الضباط بإطلاق النار. وصل الضباط بعد أربع دقائق من دخول راموس إلى المدرسة وحاولوا التدخل، لكنهم تراجعوا بعد أن أطلق النار عليهم. لم ينجح الضباط في بدء مفاوضات معه.